# 马拉万
马拉万（Mallawan），是印度北方邦Hardoi县的一个城镇。总人口31778（2001年）。

## 人口
该地2001年总人口31778人，其中男性16897人，女性14881人；0—6岁人口5547人，其中男2960人，女2587人；识字率54.42%，其中男性为62.46%，女性为45.30%。